# Araneus albotriangulus
Araneus albotriangulus (Keyserling, 1887) è un ragno appartenente alla famiglia Araneidae.

## Distribuzione
La specie è stata rinvenuta nelle regioni australiane del Queensland e del Nuovo Galles del Sud.

## Tassonomia
Non sono stati esaminati esemplari di questa specie dal 1887
Attualmente, a dicembre 2013, non sono note sottospecie